# Marché des Douves
Le marché des Douves est une halle, de style Baltard, située à Bordeaux.
Construite en 1886 par les architectes Lacombe et Durand, entre la grande halle du marché des Capucins et les anciens remparts, la halle a abrité un marché qui est resté en activité jusqu'à la fin des années 1980.
Après avoir servi de lieu de stockage de vélos, le lieu fut temporairement prêté aux associations et aux habitants avant d'entamer sa réhabilitation en maison des associations en 2014. Le nouveau Marché des Douves est inauguré le 19 septembre 2015 par le maire de Bordeaux, Alain Juppé.

## Historique
Le site des Capucins héberge un marché depuis le 2 octobre 1749, et se voit doté d'une grande halle en 1881, faisant ainsi de ce lieu l'un des plus gros marchés couverts de la région. 
Devant le succès grandissant, il est décidé de créer un second marché couvert dit de "première main" conçu par l'architecte Charles Durand qui choisit une architecture de style Baltard permettant d'offrir une halle lumineuse, de verre, de fonte et fer, reposant sur une cave servant à entreposer les réserves des marchands. L’un des enjeux de la construction du marché n’est autre que sa pérennité au sein de la ville. De ce fait, lors de la réalisation, Charles Durand en s’inspirant d’architecte comme Charles Bourget reste dans cette veine architecturale purement bordelaise. Plusieurs de ses réalisations le Musée d'Aquitaine ou Grande synagogue de Bordeaux, ont à cœur de s’intégrer dans un paysage architectural déjà existant comme le rappelle le maire lors de son éloge funèbre du 25 janvier 1891 : « C'est à lui que nous devons la solution de ce difficile problème : mettre en harmonie les besoins de la vie moderne avec les exigences des splendides façades monumentales des quais et des allées de Tourny, sans altérer ce caractère décoratif qui fait l'honneur de notre cité. ». L’utilisation de matériaux de la région est un moyen de ne pas choquer les habitants du quartier et d’insérer en douceur une halle de type fer-verre. Il crée ainsi deux rappels : la partie en élévation créer un rappel avec les Halles des Capucins et l’emploie des pierres de taille et d’un registre classique pour le soubassement et les portes intègre le Marché dans les constructions privés typiquement bordelaises qui se trouvent autour de celui-ci.
Le marché est placé entre la grande halle et le jardin des remparts et il est appelé marché des Douves.
Le marché de gros est déplacé pour des raisons techniques vers le site de Brienne, entraînant le démontage de la grande halle et son remplacement en 1963 par le nouveau marché des Capucins.
Le marché des Douves, niché entre le marché des Capucins et les anciens remparts, reste en activité jusqu'à la fin des années 1980 avant d'être transformé en garage à vélos jusqu'en 2007.
Une réflexion est organisée autour du marché des Douves entre la ville de Bordeaux et un grand nombre d'associations.
En 2014, le jardin mitoyen des remparts se voit doté d'un accès supplémentaire créant ainsi une zone verte de proximité.

## Marché des Douves rénové en maison des associations

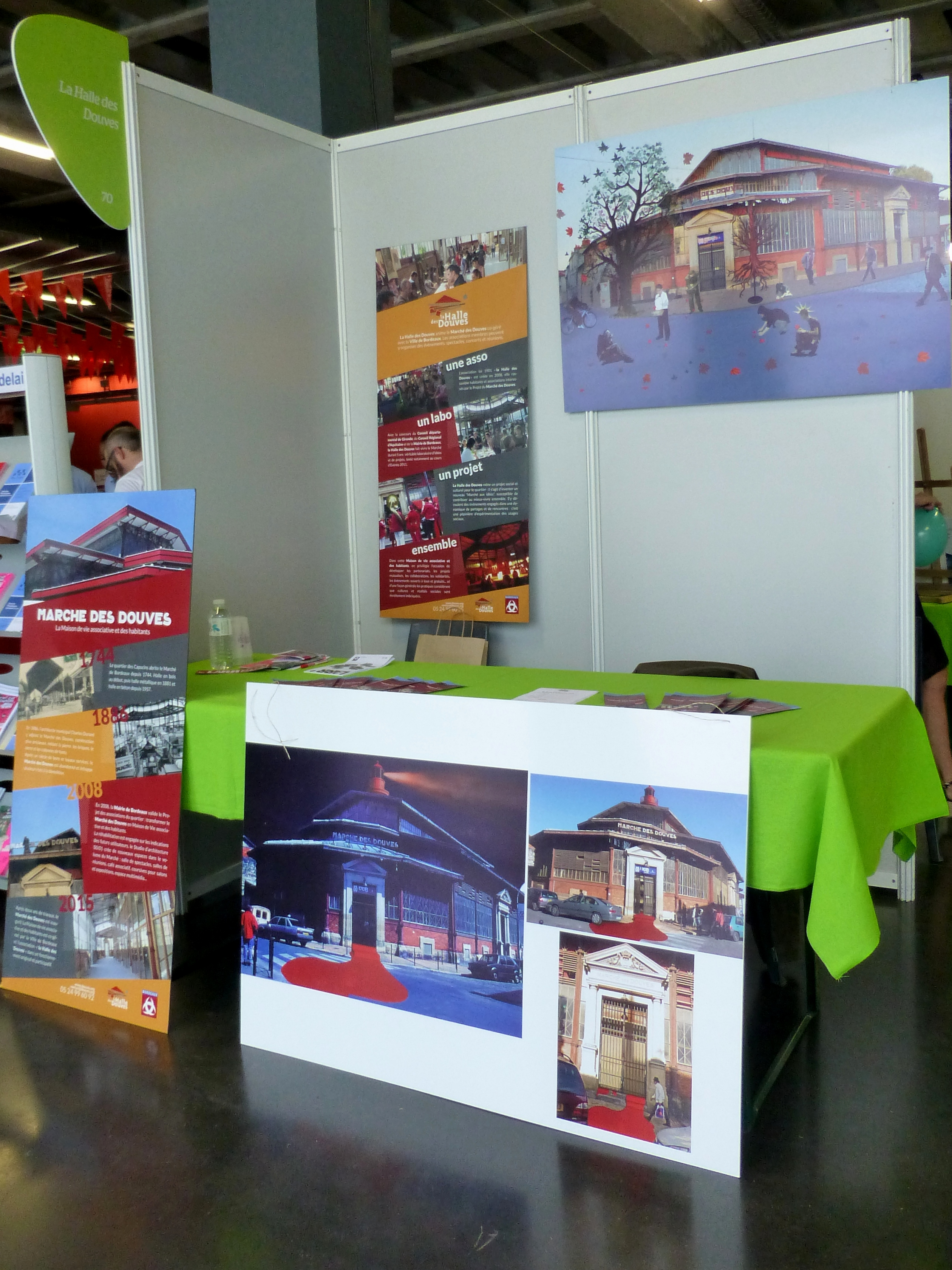
Stand au Forum des associations 2016

L'association Halle des Douves, regroupant les associations et les habitants, en concertation avec la mairie de Bordeaux, assure la gestion du lieu, et organise différents évènements festifs et culturels dans la tradition du marché, comme des repas des concerts, des représentations, des expositions parfois en exploitant tout le volume offert par la halle lors des spectacles de danse aérienne par la compagnie Adrénaline ou lors de l'accueil de structures suspendues réalisées par Pierre Capdepuy ; et ce jusqu'au démarrage des travaux de rénovation en 2014 visant à faire de ce lieu la maison des associations en septembre 2015.

### Architecture
En plus de la remise en état de l'enveloppe externe du marché des Douves, le projet architectural, par Julien Jouglet, architecte du studio 50/01, sur 4 niveaux, prévoit en plus d'un sous-sol destiné au stockage, un accueil et un espace numérique associés à un espace de circulation et de vie en rez-de-chaussée, des salles de réunion au premier étage, ainsi qu'une une salle polyvalente au 2e étage.
L'ensemble des espaces est géré par l'association Halle des Douves en accord avec la ville de Bordeaux.

### Financement
Les travaux d'un montant de 3 413 000 € HT sont financés par :
- l’État et l'ANRU (500 000 €) ;
- le Conseil régional d'Aquitaine (250 000 €) ;
- la Ville de Bordeaux (2 663 000€).